# Bradina eucentra
Bradina eucentra là một loài bướm đêm trong họ Crambidae.